# Illes De Long
Les illes De Long (en rus: Острова Де-Лонга, en iacut: Де Лоҥ Aрыылара) són un arxipèlag deshabitat, sovint inclòs com a part de les illes de Nova Sibèria, al nord-est de Nova Sibèria. Administrativament pertany a Sakhà, Federació Russa.

## Geografia
Aquest arxipèlag està format per les illes Jeannette, Henrietta, Bennett, Vilkitski i Jokhov. Aquestes cinc illes tenen una superfície total de 228 km². L'illa de Bennett és la més gran de totes i també té el punt més alt de l'arxipèlag, amb 426 msnm. Per la seva situació, es troben parcialment cobertes per glaceres. El 1996 les glaceres suposaven un total de 80,6 km².

## Història
Les illes Jeannette, Henrietta i Bennett van ser descobertes el 1881 per la malaguanyada expedició Jeannette, que porta el nom del vaixell USS Jeannette i fou comandada pel tinent comandant de la Marina dels Estats Units George W. De Long.
L'agost de 1901, durant l'expedició polar russa de 1900-1902, el vaixell rus àrtic Zaria va dirigir-se a través del mar de Làptev, a la recerca de la llegendària terra de Sànnikov, però aviat va quedar bloquejat pel gel marí a les illes de Nova Sibèria. El 1902 continuaren els intents d’arribar a la terra de Sànnikov, considerada situada més enllà de les illes De Long. La tardor d'aquell any van desaparèixer per sempre el Baró Eduard von Toll, líder de l'expedició i tres companys més.
L'illa de Vilkitski i l'illa de Jokhov foren descobertes per Borís Vilkitski durant l'Expedició Hidrogràfica de l'oceà Àrtic de l'Imperi Rus de 1914-1915, a bord del Vaigatx.
Entre 1937 i 1939 Henrietta va acollir una estació de recerca.

## Reclamacions territorials
Hi ha estatunidencs que reclamen la propietat dels Estats Units de les illes Jeannette, Henrietta i Bennet del grup de les illes De Long.  Aquesta afirmació no està recolzada pel govern dels Estats Units. Després del seu descobriment el 1881, De Long va reclamar aquestes illes per als Estats Units i va informar al Departament de Marina dels Estats Units que havia desembarcat a l'illa Henrietta i n'havia pres possessió. El 1916 l'ambaixador rus a Londres va emetre un avís oficial segons el qual el govern imperial considerava Henrietta, juntament amb altres illes àrtiques, parts integrants de l'Imperi Rus. Aquesta reivindicació territorial fou mantinguda posteriorment per la Unió Soviètica. Una resolució del Senat d’Alaska el 1988 va donar suport a una reclamació estatunidenca de les illes, però el 1994 el Tribunal Suprem de l’Estat d’Alaska va dictaminar que l'illa de Bennett, juntament amb diverses altres illes, no formaven part d’Alaska. El Departament d'Estat dels Estats Units ha afirmat que mai han reclamat cap de les illes i que els Estats Units les reconeixen com a territori rus.

## Galeria

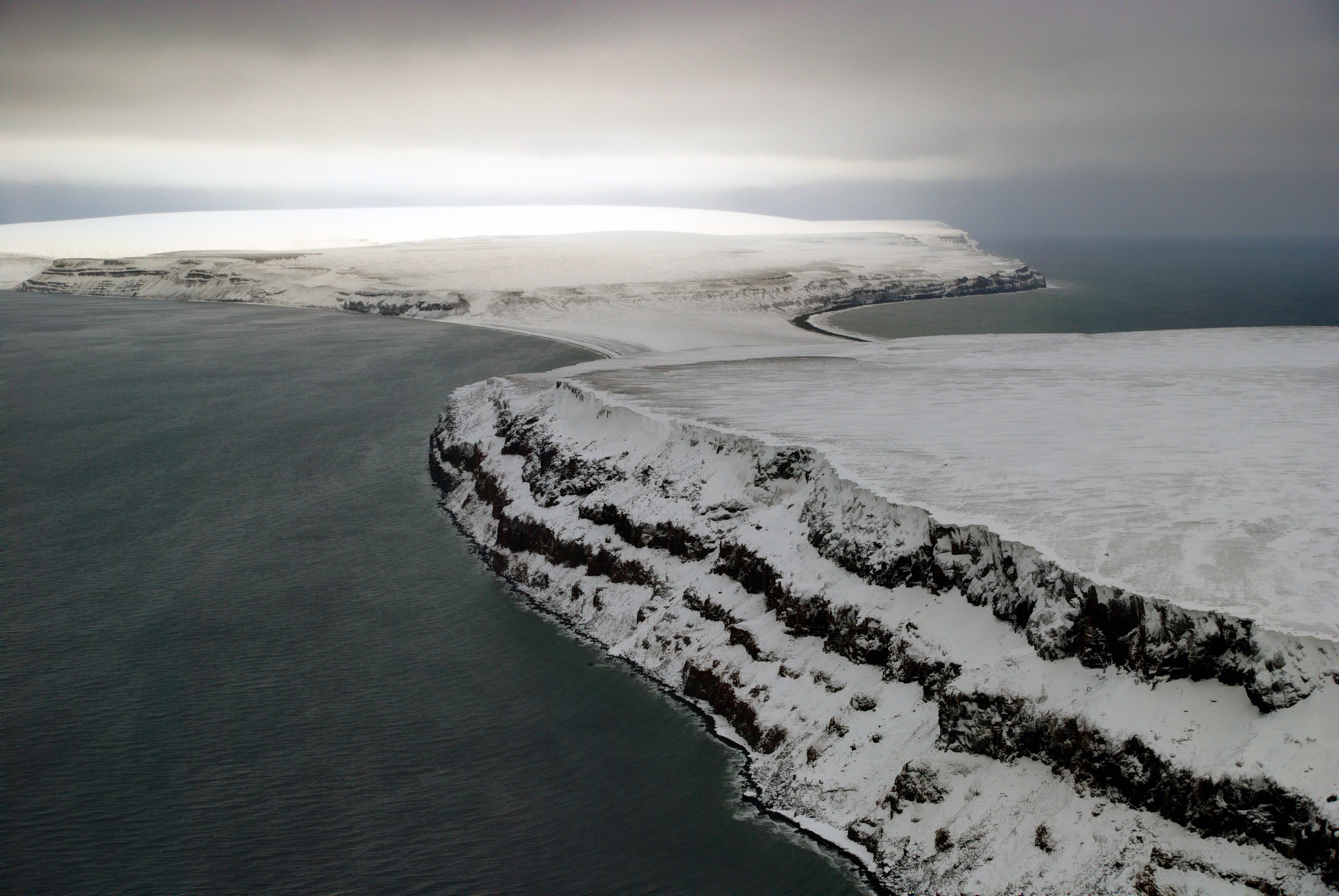
L'extrem oriental de l'illa de Bennett, amb el seu tómbol glacial al fons.
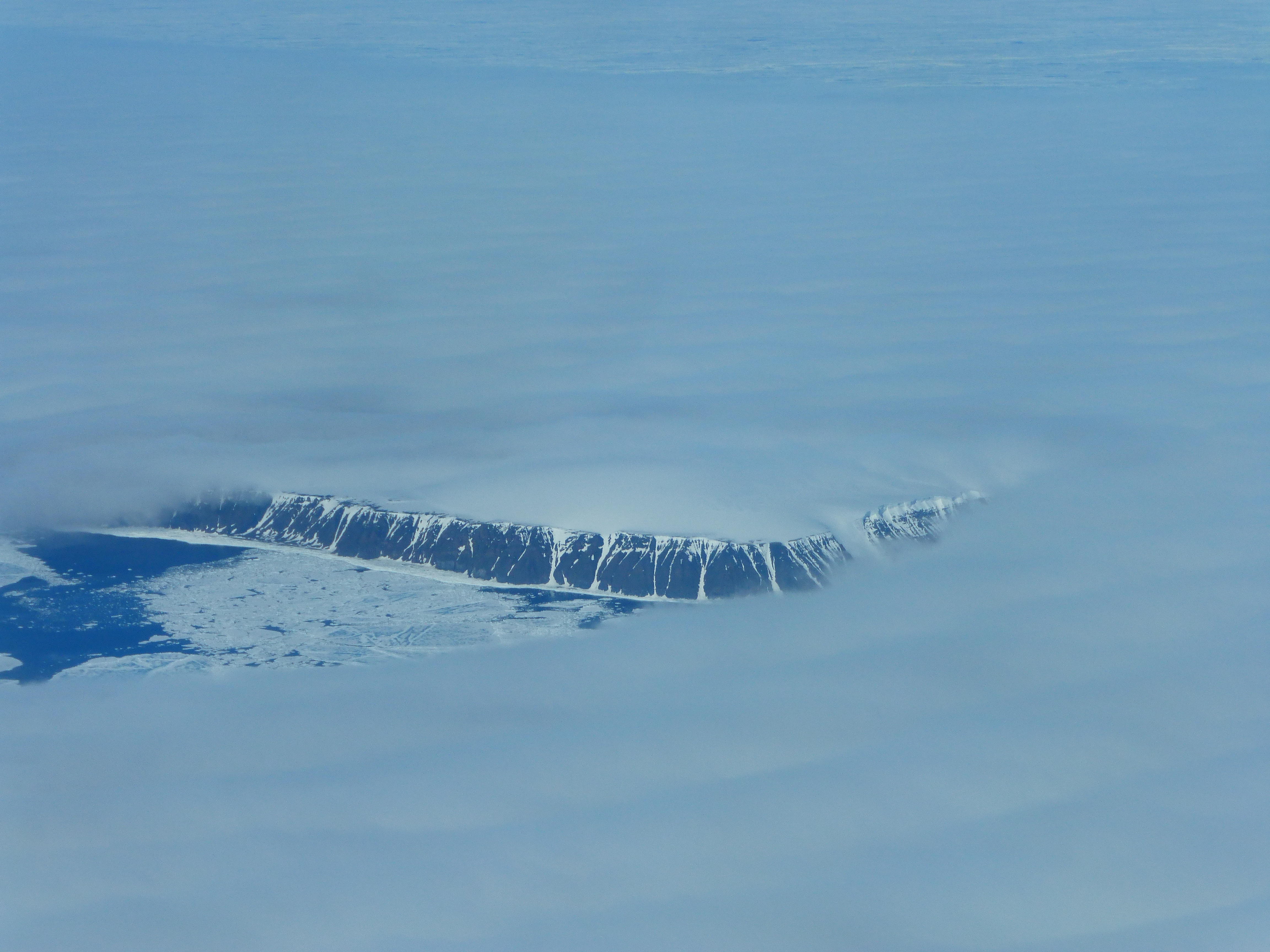
Penya-segats costaners de l'illa Henrietta.
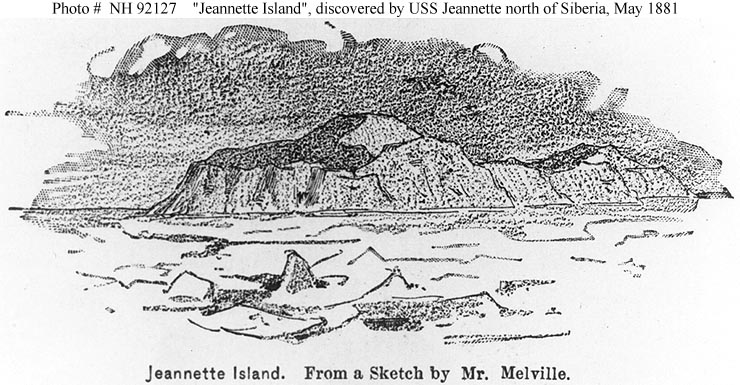
Dibuix de 1881 de l'illa Jeannette.
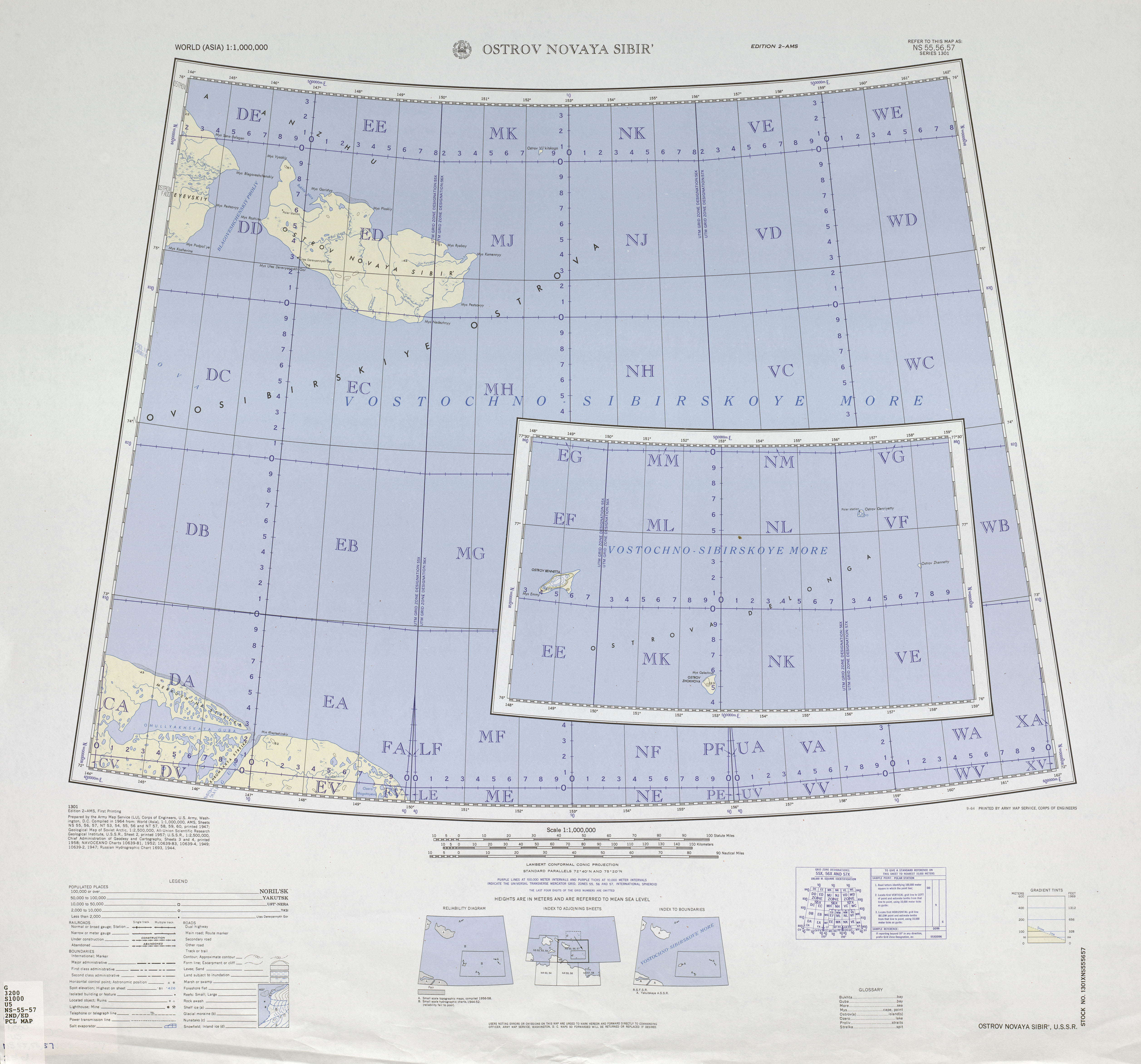
Mapa que inclou dels illes De Long (AMS, 1964)
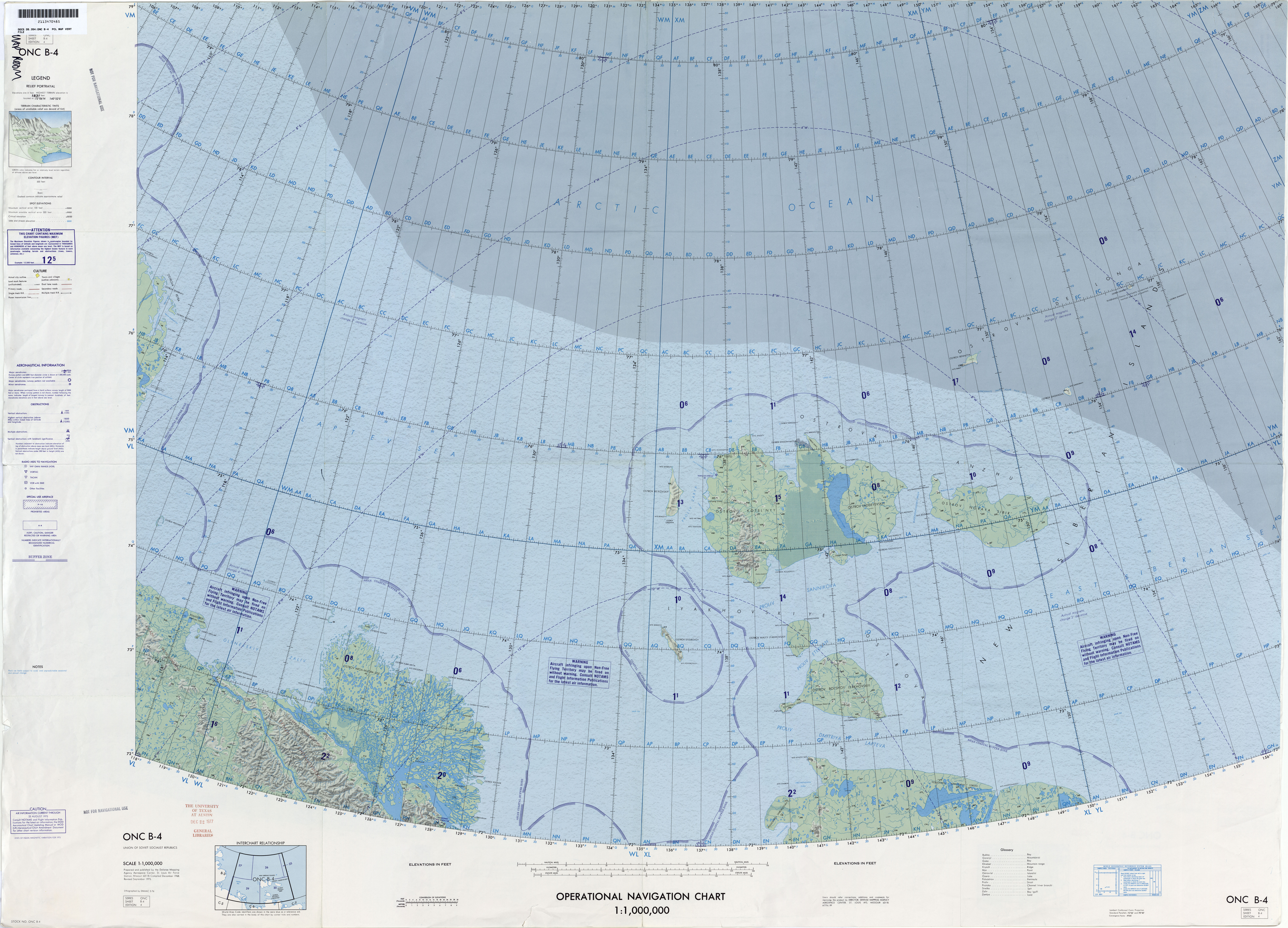
Mapa que inclou dels illes De Long (DMA, comp. 1968, rev. 1975)